# Ocena ex post
Ocena ex post (ang. ex-post evaluation) – ocena (ewaluacja) projektu lub przedsięwzięcia po zakończeniu jego realizacji. 
Wyrażenie ex post znaczy w języku łacińskim „potem, następnie, później”.
Ocena ex post jest używana m.in. do oceny regulacji prawnych przez Komisję Europejską i Parlament Europejski. 